# 톰 패트리콜라

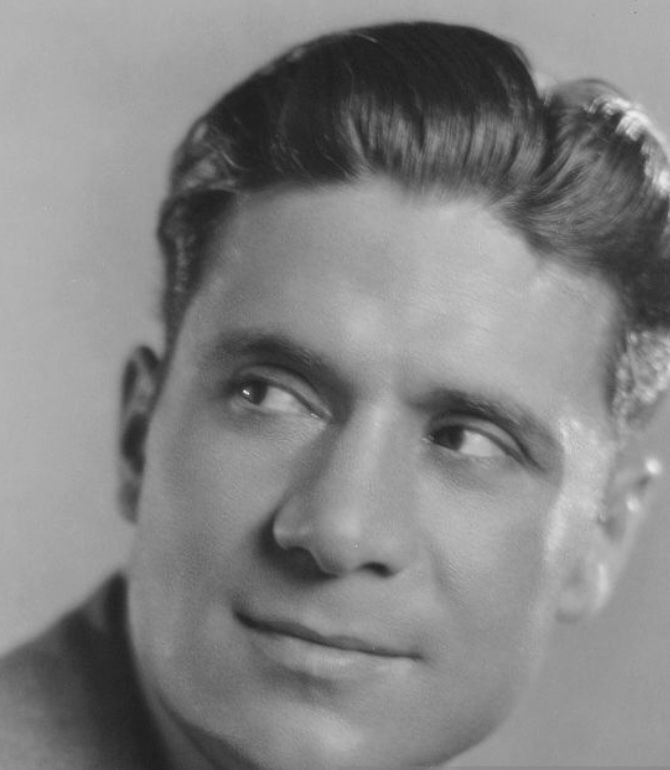

톰 패트리콜라(Tom Patricola, 1891년 1월 22일 ~ 1950년 1월 1일)는 미국의 배우이다.
뉴올리언스에서 태어났다.

## 영화
- 루이지아나 퍼처스 (1941년)
- 칠드런 오브 드림스 (1931년)
- 헐리우드의 결혼 (1929년)
- 해피 데이즈 (1929년) - 본인 역